# Troisième amendement de la Constitution des États-Unis
Le 3e amendement de la Constitution des États-Unis d'Amérique fait partie de la Déclaration des Droits. Cet amendement fut proposé par James Madison le 5 septembre 1789. Dans l'histoire des États-Unis, il ne fut jugé qu'une seule fois en 1979.

## Texte
« No Soldier shall, in time of peace be quartered in any house, without the consent of the Owner, nor in time of war, but in a manner to be prescribed by law. »
« Aucune troupe ne pourra, en temps de paix, être cantonnée dans une maison privée, sans l'autorisation de son propriétaire ; en temps de guerre, le cantonnement ne pourra être effectué que conformément aux règles fixées par la loi. »

## Application
Le troisième amendement est un des moins utilisés et des moins amenés devant la cour suprême. Les références à l'application de cet amendement sont le plus souvent des exercices d'imagination, des fictions ou des parodies, certainement à cause de la rareté des cas où des soldats sont effectivement cantonnés dans des maisons privées.

## Dans la culture populaire
- Dans l'épisode 496 de la bande dessinée xkcd, Secretary: Part 3, l'un des personnages invoque le troisième amendement, au lieu du cinquième.